# 22616 Bogolyubov
22616 Bogolyubov è un asteroide della fascia principale. Scoperto nel 1998, presenta un'orbita caratterizzata da un semiasse maggiore pari a 2,4278309 UA e da un'eccentricità di 0,1320035, inclinata di 2,42640° rispetto all'eclittica.